# Polemon gabonensis
Espèce
Synonymes
- Elapomorphus gabonensis Duméril, 1856
- Elapomorphus coecutiens Günther, 1888
- Miodon gabonensis (Duméril, 1856)

Polemon gabonensis est une espèce de serpents de la famille des Lamprophiidae. 

## Répartition
Cette espèce se rencontre :
- en République démocratique du Congo ;
- en République centrafricaine ;
- au Gabon ;
- au Cameroun ;
- au Nigeria ;
- au Togo.

Sa présence est incertaine au Bénin et en République du Congo.

## Description
C'est un serpent venimeux.

## Liste des sous-espèces
Selon The Reptile Database (20 février 2014) :
- Polemon gabonensis gabonensis (Duméril, 1856)
- Polemon gabonensis schmidti (de Witte & Laurent, 1947)

## Étymologie
Son nom d'espèce, composé de gabon et du suffixe latin -ensis, « qui vit dans, qui habite », lui a été donné en référence au lieu de sa découverte, le Gabon.

## Publications originales
- de Witte & Laurent, 1947 : Revision d'un groupe de Colubridae africains: genres Calamelaps, Miodon, Aparallactus, et formes affines. Mémoires Du Muséum Royal d'Histoire Naturelle de Belgique, sér. 2, vol. 29, p. 1-134.
- Duméril, 1856 : Note sur les reptiles du Gabon. Revue et Magasin de Zoologie Pure et Appliquée, Paris, sér. 2, vol. 8, p. 369-377, 417–424, 460–470 & 553–562 (texte intégral).